# Uskam

L'Uskam, situé dans la zone côtière immédiate de la promenade de la plage au nord de Sassnitz, également connu sous le nom de Petit Helgoland en raison de son contour, est le sixième plus grand rocher connu sur l'île de Rügen.

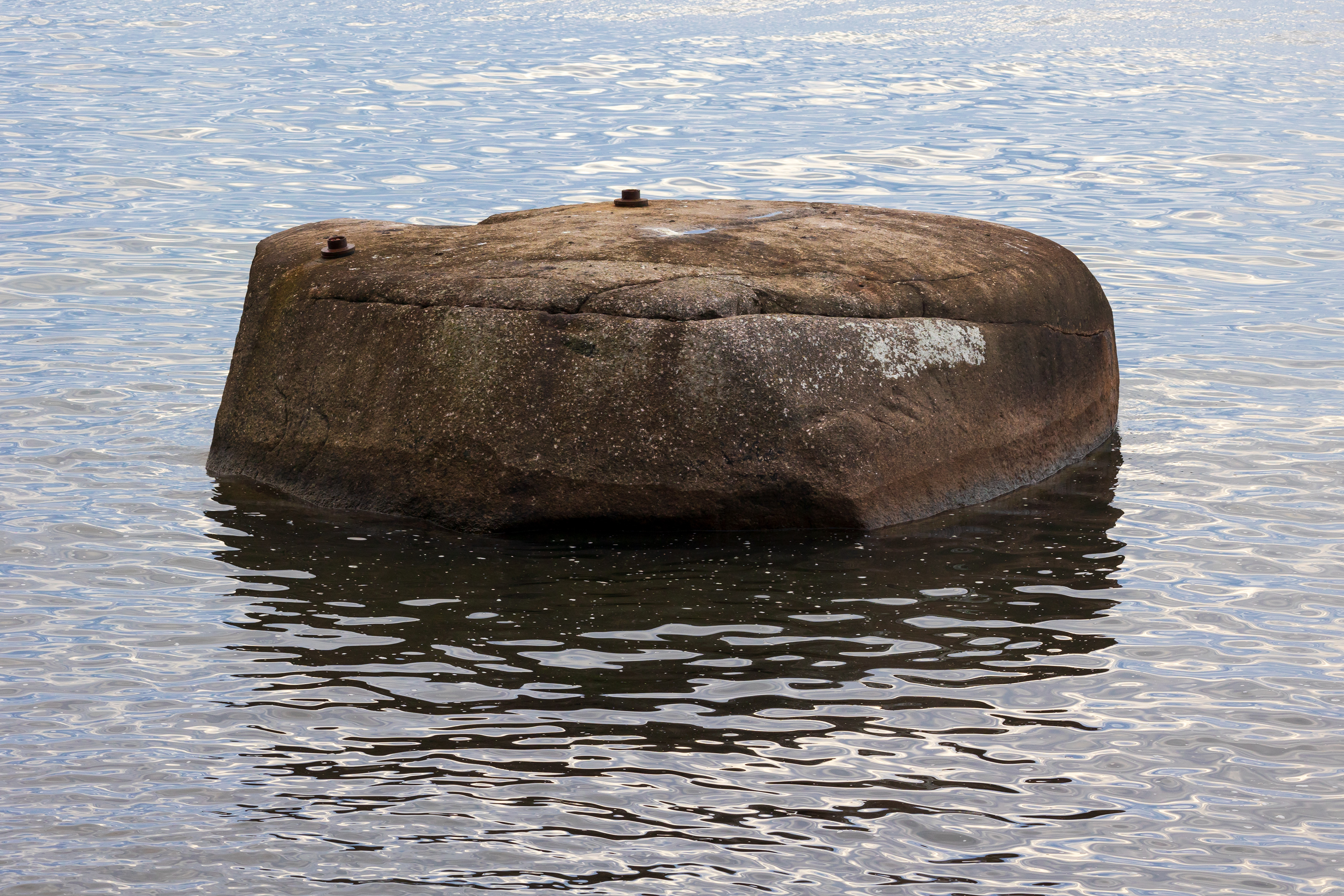
Uskam (Petit Helgoland)

Le rocher, fait de granite précambrien de Småland, a été enregistré comme géotope en 1999. 

Ce pont fut complètement détruit par une forte pluie de glace le 21 février 2002. Avec un volume de 41 m³, il a une masse de 110 tonnes. Le rocher de 5,50 m de long, 4,80 m de large et 3 m de haut, fait de granite rougeâtre riche en feldspath alcalin (de), est originaire du sud de la Suède et a été transporté vers le nord de l'Allemagne par les glaciers pendant le Pléistocène, pendant la dernière période glaciaire (de).

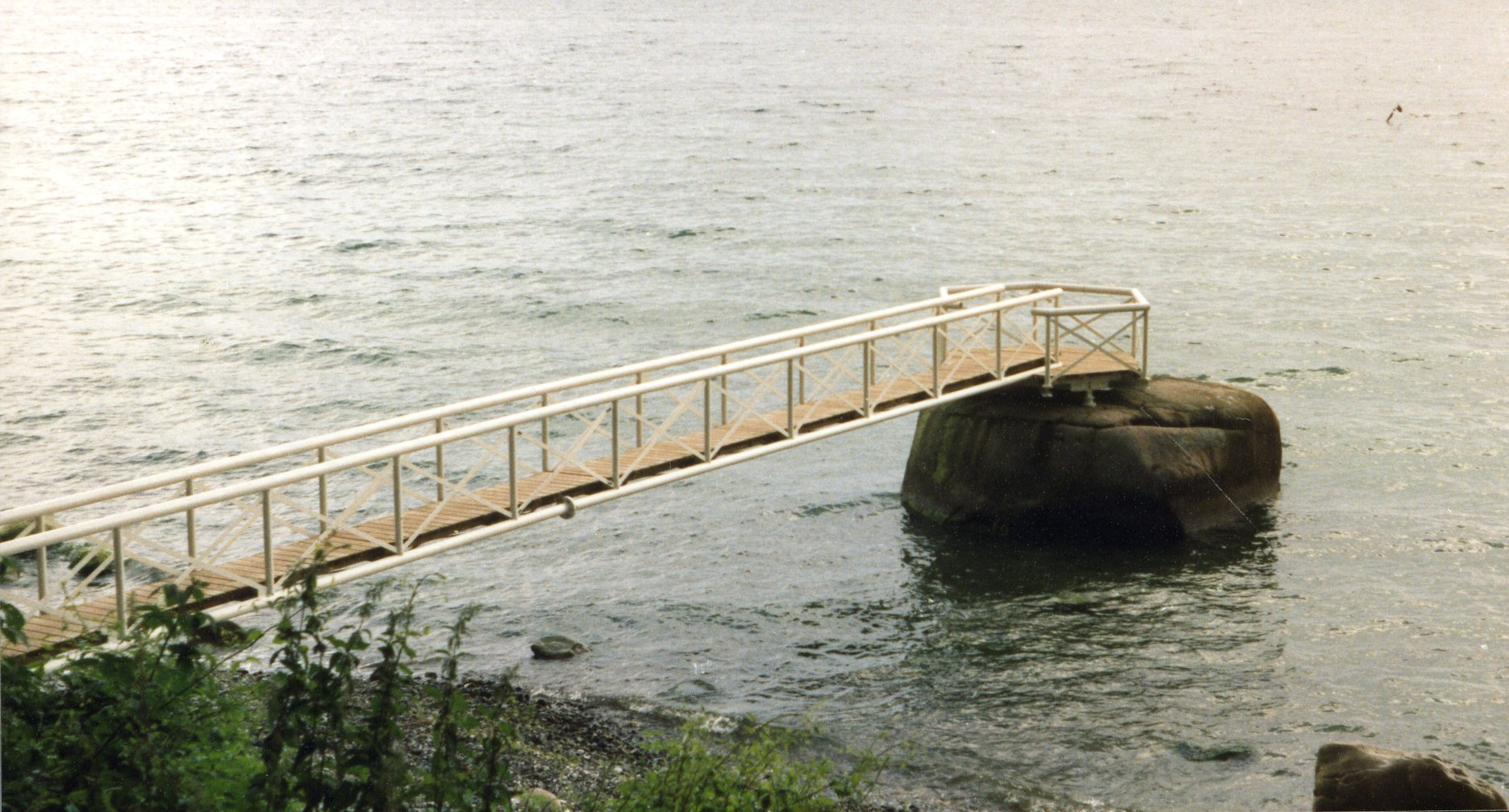
Le dernier pont jusqu'en 2002

Le rocher était temporairement accessible par une petite jetée en bois. Jusqu'en 1912, le Herrenbad (bains pour hommes) se trouvait ici. Une onde de tempête a détruit ce pont les 3 et 4 novembre 1995. Le pont, qui a été reconstruit peu après, cette fois en structure métallique, a été de nouveau détruit par la glace épaisse le 21 février 2002 et n'a pas été reconstruit depuis. Depuis avril 2021, il est possible d'accéder à la promenade de la plage et à la plage, après Klein Helgoland, par un nouvel escalier depuis Karl-Liebknecht-Ring.
L'Uskam, comme le Buskam (de), est l'une des pierres dites « à cigognes ». Selon la légende, les cigognes y déposaient leurs petits de la mer Baltique pour les faire sécher, avant de les ramener à leurs mères.

## Dans la littérature
- Christian Svenson : Blocs erratiques protégés sur l'île de Rügen. Office d'État pour l'environnement, la protection de la nature et la géologie (éd.), Greifswald 2005, 28 p.
- Harry Schmidt, Werner Schulz : Les plus grands blocs erratiques du district de Rostock (= Travaux de conservation de la nature dans le Mecklembourg. 7e année, vol. 1/2), 1964, p. 29.
- Harry Schmidt : Les plus grands blocs erratiques de l'île de Rügen, 1965, p. 15
- Wulf Krentzien : Sassnitz en transition 1945-2007, Sutton Erfurt 2008,  (ISBN 978-3-86680-302-2), p. 67